# 全国中小企業経友会事業協同組合
全国中小企業経友会事業協同組合（ぜんこくちゅうしょうきぎょうけいゆうかいじぎょうきょうどうくみあい、通称：全国経友会）は、日本の中小企業者による事業協同組合である。1992年に「東京中小企業経友会事業協同組合」として設立され、2022年に現在の名称に変更された。中小企業等協同組合法に基づき9省2庁の認可を受けており、約16,000社の中小企業が加盟する日本最大規模の異業種協同組合である。

## 概要
全国経友会は、中小企業の経営力強化や経営効率化を目的とし、共同事業・経営支援サービスを提供する事業協同組合である。主な事業内容には、経営支援、専門家ネットワークの活用、共同購買・共済制度、外国人技能実習生の受け入れ支援などが含まれる。

## 沿革
- 1992年3月5日 - 東京中小企業経友会事業協同組合として設立[3]。
- 2022年4月1日 - 名称を全国中小企業経友会事業協同組合へ変更し、全国規模の組織として活動を強化。
- 2024年現在、組合員数は16,663社に達し、日本最大級の異業種事業協同組合となる[4]。

## 組織構成
- 本部所在地：東京都千代田区有楽町1-2-2 東宝日比谷ビル17階[5]
- 支部：大阪事務所（大阪市北区梅田1-11-4 大阪駅前第4ビル10階）、名古屋事務所（名古屋市中区錦2-2-13 名古屋センタービル本館7階）[6]
- 役員体制：代表理事理事長（橋本卓也）、事務局スタッフ約100名[7]

## 事業内容
- 経営支援・研修事業：中小企業経営者向けの経営セミナー・研修会を年間100回以上開催[8]。
- 専門家ネットワーク・コンサルティング：人事労務、法務、税務、事業承継、IT導入などの分野で専門家による支援を提供[9]。
- 共同購買・共済制度：燃料カード・ETCカードの発行、団体保険の提供、労災補償制度の充実[10]。
- 外国人技能実習生受入事業：中国・ベトナムの送出機関と提携し、中小企業の人手不足解消を支援[11]。
- その他の事業：福利厚生サービス、異業種交流会の開催、補助金情報の提供、防災対策支援など[12]。

## 関係団体
- 全国中小企業団体中央会 - 中小企業等協同組合法に基づく全国組織であり、本組合も加盟[13]。
- 東京都中小企業団体中央会 - 本組合が加盟[14]。

## 評価・課題
全国経友会は、中小企業の支援組織として一定の評価を得ており、全国規模での異業種連携が進むことで経営基盤強化に貢献している。一方、今後の課題としては、組合員のさらなる拡大とサービス充実の両立、デジタル化への対応、ガバナンスの強化などが挙げられる。